# Youcef Sekour
Youcef Sekour, né le 27 février 1988 à Istres, est un footballeur franco-marocain évoluant à Al Yarmouk au poste de milieu de terrain. Il a suivi sa formation aux Girondins de Bordeaux.

## Biographie
Auteur d'une bonne saison 2006-2007 avec la réserve bordelaise en CFA (11 buts inscrits), il ne s'est pourtant pas vu proposer de contrat professionnel.
Le FC Nantes lui offre l'occasion de se relancer. Prêté sans option d'achat par le rival bordelais, Youcef Sekour a devant lui une saison pour se faire une place dans le football professionnel. Il inscrit son premier but et son premier doublé avec le FC Nantes le 7 décembre 2007 face à Amiens.
Le 16 juin 2008 il signe un contrat de deux ans en faveur du Club sportif Sedan Ardennes où il portera le numéro 15.
Le 10 avril 2009, alors qu'il dispute un match de Ligue 2 opposant son club au SC Bastia, il est victime d'une rupture des ligaments croisés du genou gauche qui termine brutalement sa saison. Il fait son retour dans l'effectif sedanais le 27 novembre 2009 en remplaçant Marcus Mokaké lors du match de Ligue 2 entre CS Sedan et le Stade lavallois.
En fin de contrat en juin 2010, il n'est pas prolongé par le club ardennais et est donc libre de s'engager avec le club de son choix. Le 30 juin 2010 il a signé un contrat de deux ans chez le Lierse SK en Belgique (Jupiler Pro League).
Après avoir tenté une aventure en Norvège, Sekour s'engage avec Diósgyőri VTK au mercato hivernal en janvier 2012. Le 29 août 2012, il est prêté au Lombard-Pápa TFC avec qui il joue son premier match et marque son premier but lors de la victoire contre Kaposvári Rákóczi FC.

## Carrière
- 2002 - 2006 : Centre de Formation Girondins de Bordeaux
- 2006 - 2007 : Girondins de Bordeaux (CFA)
- 2007 - 2008 : FC Nantes (Ligue 2)
- 2008 - 2010 : CS Sedan Ardennes (Ligue 2) ( France)
- 2010 - 2011 : Lierse SK (Jupiler Pro League) ( Belgique)
- 2011 : Lillestrom SK (Tippeligaen) ( Norvège)
- 2012-2014 : Diósgyőri VTK (Soproni Liga) ( Hongrie)
- 2014-jan. 2016 : FUS de Rabat ( Maroc)
- depuis jan. 2016 : IR Tanger ( Maroc)

## Palmarès

### FUS de Rabat
- Coupe du Trône :
  - Vainqueur : 2014.